# Inter Europol Competition
Inter Europol Competition è una squadra automobilistica polacca che compete nelle gare di endurance. Il team partecipa alla 24 Ore di Le Mans,al Campionato del mondo endurance, alla European Le Mans Series, l'Asia Le Mans Series e la Le Mans Cup

## Risultati

### Risultati 24 Ore di Le Mans
| Anno | Classe      | #  | vetture        | Motore               | Piloti                                                   | Giri | Pos. | Class Pos. |
| ---- | ----------- | -- | -------------- | -------------------- | -------------------------------------------------------- | ---- | ---- | ---------- |
| 2019 | LMP2        | 34 | Ligier JS P217 | Gibson GK428 4.2L V8 | Nigel Moore Jakub Śmiechowski James Winslow              | 325  | 45°  | 16°        |
| 2020 | LMP2        | 34 | Ligier JS P217 | Gibson GK428 4.2L V8 | René Binder Matevos Isaakyan Jakub Śmiechowski           | 316  | 42°  | 17°        |
| 2021 | LMP2        | 34 | Oreca 07       | Gibson GK428 4.2L V8 | Alex Brundle Jakub Śmiechowski Renger van der Zande      | 360  | 10°  | 5°         |
| 2022 | LMP2        | 34 | Oreca 07       | Gibson GK428 4.2L V8 | Alex Brundle Esteban Gutiérrez Jakub Śmiechowski         | 365  | 18°  | 13°        |
| 2022 | LMP2        | 43 | Oreca 07       | Gibson GK428 4.2L V8 | Pietro Fittipaldi David Heinemeier Hansson Fabio Scherer | 364  | 19°  | 14°        |
| 2023 | LMP2 Pro-am | 32 | Oreca 07       | Gibson GK428 4.2L V8 | Anders Fjordbach Mark Kvamme Jan Magnussen               | 117  | Rit  | Rit        |
| 2023 | LMP2        | 34 | Oreca 07       | Gibson GK428 4.2L V8 | Albert Costa Fabio Scherer Jakub Śmiechowski             | 328  | 9°   | 1°         |

### Risultati nel WEC
| Anno    | Piloti                                                                         | Classe | Vettura  | SPA | ALG | MNZ | LMS | BHR | BHR |     | Punti | Pos. |
| ------- | ------------------------------------------------------------------------------ | ------ | -------- | --- | --- | --- | --- | --- | --- | --- | ----- | ---- |
| 2021    | Alex Brundle Jakub Śmiechowski Renger van der Zande (1,3-6) Louis Delétraz (2) | LMP2   | Oreca 07 | 5   | 5   | 4   | 5   | 9   | 5   |     | 84    | 6°   |
| Anno    | Piloti                                                                         | Classe | Vettura  | SEB | SPA | LMS | MON | FUJ | BHR |     | Punti | Pos. |
| 2022    | Alex Brundle (2-6) Fabio Scherer (1) Esteban Gutiérrez Jakub Śmiechowski       | LMP2   | Oreca 07 | NC  | Rit | 8   | 4   | 11  | NC  |     | 20    | 15°  |
| Anno    | Piloti                                                                         | Classe | Vettura  | SEB | ALG | SPA | LMS | MON | FUJ | BHR | Punti | Pos. |
| 2023    | Albert Costa Fabio Scherer Jakub Śmiechowski                                   | LMP2   | Oreca 07 | 3   | 10  | 3   | 1   |     |     |     | 90*   |      |
| Legenda |                                                                                |        |          |     |     |     |     |     |     |     |       |      |

* Stagione in corso.